# Национал-демократическая партия (Австрия)
Национал-демократическая партия (нем. Nationaldemokratische Partei) — австрийская ультраправая партия 1967—1988. Создана радикальными националистами, вышедшими из АПС во главе с Норбертом Бургером. Стояла на позициях пангерманизма и неонацизма, консолидировала сеть полулегальных и нелегальных организаций. Распущена как антиконституционная.

## Создание
С 1949 крайне правые немецкие националисты Австрии, в том числе бывшие активисты НСДАП, группировались в Союзе независимых, с 1956 — в Австрийской партии свободы (АПС). С 1958 председателем АПС стал бывший оберштурмфюрер СС Фридрих Петер. Он старался вывести партию из изоляции, включить в системную политику. Петер взял умеренный курс национал-либерального толка, сотрудничал с Социалистической партией. Это вызвало резкое неприятие и протесты ультраправых.
Самых радикальных националистов возглавлял харизматичный политик Норберт Бургер — бывший боец фольксштурма, участник военных экзекуций в 1945, лидер студенческой организации АПС, видный деятель Комитета освобождения Южного Тироля. За серию терактов, в том числе «Огненную ночь» 1961 и атаку в Чима-Валлона 1967, Бургер был приговорён в Италии сначала к 28 годам тюрьмы, затем к пожизненному заключению. Он привлекался к суду и в Австрии, но получил лишь восемь месяцев за оправдание терроризма.
Норберт Бургер не принял умеренного курса Петера и в 1963 вышел из АПС. В середине 1960-х он и его сторонники приступили к реализации собственного партийного проекта. Ориентиром и образцом для них являлась Национал-демократическая партия Германии Адольфа фон Таддена. Летом 1966 в Инсбруке была учреждена ассоциация «Друзья НДП» и принято решение формировать в Австрии партию немецких националистов — правее АПС, последовательно продолжающую традиции НСДАП, хотя в формальных рамках австрийской законности.
11 февраля 1967 на собрании в Линце создана австрийская Национал-демократическая партия (NDP, НДП). Первым лицом — федеральным представителем НДП был избран Норберт Бургер. В отличие от западногерманской NPD — НДП Германии, в название NDP не включалось слово «Австрия». Самостоятельное существование Австрии рассматривалось как временное, основатели партии видели её частью будущей единой Германии.

## Партия

### Руководство
Кадровую основу НДП составили давние единомышленники и сподвижники Бургера по студенческому братству Инсбрукского университета, молодёжной организации АПС и южнотирольскому сепаратистскому движению. Среди них были организаторы и участники терактов на итальянской территории. Ключевыми фигурами в партийном окружении Бургера стали журналисты Петер Кинесбергер и Герд Хонзик, инженеры Герберт Фриц и Фердинанд Каменицкий, фольклорист Гельмут Голович, чиновник Отто Росскопф, студенческий активист Рудольф Ватшингер (шурин Бургера), секьюрити Альфред Байер (охранник Бургера). Впоследствии важную роль играли адвокат Бруно Хаас и публицист Готфрид Кюссель как руководители молодёжных групп. Женское движение представляла активистка-домохозяйка Гертрауд Орлих, возглавлявшая партийную организацию Форарльберга. Инициативу НДП поддержали такие ветераны австрийского нацизма, как Отто Скорцени, Клаус Манерт, Леопольд Тавс.
Посты федерального представителя и председателя НДП в разное время занимали Норберт Бургер, Фердинанд Каменицкий, Рудольф Ватшингер. Секретариат возглавлял Франк Дитер Станцель, партийную пропаганду курировал Вальтер Непрас, орготделом руководил Альфред Байер. Однако бесспорным лидером, идеологом и главным оратором партии оставался Норберт Бургер.

### Идеология
Программа НДП в целом сводилась к десяти основным пунктам:
- понимание Австрии как немецкого государства, одобрение аншлюса 1938, будущее воссоединение в единой Германии, защита немецкой духовной культуры от «пагубных влияний Запада и Востока»;
- объединение ФРГ и ГДР, возврат «утраченных в 1945 территорий» (польские возвращённые земли, Судетская область), самоопределение Южного Тироля;
- построение «народного государства», искоренение коррупции и преступности, усиление полиции и органов госбезопасности;
- защита традиционных семейных ценностей, государственная финансовая поддержка многодетных семей, смертная казнь за сексуальные преступления;
- философское признание человека «духовной и биологической сущностью», приоритет личности в органическом единении с сообществом, отвержение марксизма и либерализма;
- построение общества по принципам фольксгемайншафт, отвержение классовой борьбы;
- социальная ориентация капиталистического производства, «служение экономики интересам народа», сведение денежного обращения к функции обмена между производителями;
- активная историческая политика, пропаганда славных страниц немецкой истории, пресечение «фальсификаций и очернительства»;
- обеспечение демократии и прав человека, свобода вероисповедания с правом критики церкви;
- всемерное укрепление вооружённых сил, отмена права на отказ от военной службы, смертная казнь за измену родине.

Многое в этих тезисах было сходно с идеологией национал-социализма, программой НСДАП и квалифицировалось как неонацизм. Комментаторы указывали на антидемократизм и антисемитизм партии. Жёстко формулировались установки «защиты белой расы», допускались нападки на «афроазиатские власти». Звучали призывы к бескомпромиссной борьбе с «противоестественными и бесчеловечными левыми идеологиями». Выдвигались тотально контролировать духовно-культурную жизнь.
Обычно основатели НДП не отрицали всего этого. Но в интервью западногерманскому Der Spiegel в июле 1967 Норберт Бургер настаивал, что НДП, в отличие от НСДАП, является националистической, но не шовинистической партией, отвергает империализм и мессианство, привержена демократии. Бургер отмечал, что концепция фольксгемайншафт — народ как высшая единая сущность — возникла задолго до НСДАП и уважается в Израиле. Также Бургер заявлял, что НДП отнюдь не выступает за немедленное присоединение к ФРГ, признаёт и ценит независимость Австрии. Главными врагами он назвал марксистов и либералов, напоминал о сталинских репрессиях, истреблении североамериканских индейцев, английском истреблении ирландцев. Также Бургер подтвердил свою приверженность силовым методам борьбы за самоопределение Южного Тироля (хотя сам из-за своей «засвеченности» уже не мог принимать непосредственное участие в атаках) и осудил Гитлера за признание итальянской власти над регионом. Наконец, он заверил, что за лозунг «Хайль Гитлер!» на митинге НДП «провокатор будет избит».

### Организация
Численность НДП была невелика: по данным самой партии три тысячи человек, по оценкам полиции около тысячи. Но удалось создать сеть партийных ячеек по всей стране, жёстко выстроенных по вертикали и тесно связанных по горизонтали. В партии регулярно возникали конфликты «поколенческого» характера: между нацистскими ветеранами, типа Тавса или Манерта, и молодыми неонацистами, типа Хааса и Кюсселя. Старшие были более умеренны и законопослушны, младшие более радикальны и склонны к противозаконной деятельности. Бургер, Ватшингер, Ханзик арестовывались полицией за пропаганду терроризма.
Норберт Бургер являлся бесспорным лидером австрийских ультраправых, НДП — их консолидирующей структурой. Регулярно проводились публичные собрания и резонансные встречи (например, с британским отрицателем Холокоста Дэвидом Ирвингом). Издавалось несколько партийных газет и бюллетеней — Klartext. Zeitung für nationale Politik, Nationaldemokratische Information, Wetterleuchten: Zeichen der europäischen Wiedergeburt.
Особое место занимала борьба против иностранной иммиграции в Австрию. Был поднят лозунг «Против иностранного проникновения — за немецкую Австрию» (связи с ФРГ при этом приветствовались). Герд Ханзик возглавил «Народную инициативу по ограничению иностранцев». Другая общественная кампания была инициирована в 1977, после изнасилования и убийства несовершеннолетней — Норберт Бургер, Франк Дитер Станцель, Герберт Фриц возглавили комитет за введение смертной казни. Гертрауд Орлих организовывала женские демонстрации за семейные ценности, кампанию против абортов, возглавила движение за региональные интересы Форарльберга.
К НДП примыкали нелегальные и полулегальные неонацистские группы — «Национальный фронт», «Националистический фронт», «Военно-спортивная группа Тренка», «Рабочая группа за демократическую политику», «Националистический союз Нордланд» и другие. В 1978 Бруно Хаас и Готфрид Кюссель возглавили движение Акция Новые Правые (ANR). Эта структура координировала сеть аффилированных организаций, проводила уличные акции, сформировала охранные группы с подобием униформы.

### Электорат
В австрийской политической системе НДП рассматривалась как правоэкстремистская группировка с криминальным уклоном и в общем оставалась маргинальной. Террористическая репутация Бургера и ряда его сподвижников не способствовала популярности. Электоральных успехов партия не добивалась. На региональных выборах 1969 в Нижней Австрии за НДП проголосовали 0,24 %, на парламентских выборах 1970 — менее 0,1 %. Значительное большинство крайне правых националистов поддерживали АПС и не искали альтернативы. В то же время, слабо выступая на выборах, НДП развивала энергичную активность вне представительных органов.
Норберт Бургер баллотировался в президенты Австрии на выборах 1980. Предвыборная кампания кандидата НДП сопровождалась политическим насилием. Крупная драка неонацистов с антифашистами произошла в дорнбирнском отеле Hirschen 28 марта 1980. Боевики НДП применили дубинки и спустили собак. Пять человек получили ранения. Была продемонстрирована эффективность охранной службы НДП-ANR.
При голосовании 18 мая 1980 Норберт Бургер получил более 140 тысяч голосов — 3,2 %, значительно выше максимальных прогнозов (впоследствии Альфред Байер был привлечён к судебной ответственности за подкуп избирателей). Наибольший успех был достигнут в регионах-оплотах АПС. Такой результат вызвал обеспокоенность в Австрии и за её пределами, в том числе в СССР. Это объяснялось не только личной харизмой Бургера, позиционированного как «настоящий мужчина, готовый к твёрдым решениям». На фоне резкого роста международной напряжённости НДП привлекала внимание как последовательно антикоммунистическая и антисоветская сила.

## Ликвидация
Президентские выборы с участием Бургера стали последним заметным успехом НДП. На протяжении 1980-х поддержка партии снижалась, имидж ухудшался. Сильным репутационным ударом стала связь с одиозным западногерманским террористом Эккехардом Вайлем, совершившим покушение на Симона Визенталя. Противники неонацизма были возмущены помощью, которую Бургер оказал Вайлю в нелегальном проживании в Австрии. Сторонники-экстремисты не простили сомнительной роли при аресте в 1982 — считалось, что Бургер «заманил Вайля в ловушку и сдал полиции». В 1983 Вальтер Непрас и Гертрауд Орлих-Буртшер с группой единомышленников откололись от НДП и создали Австрийскую гражданскую партию с большими социальными акцентами в программе.
С середины 1980-х жёсткая ультраправая стилистика вызывала всё большее отторжение. До некоторой степени НДП воспринималась как «ударный отряд австрийского антикоммунизма», но начало советской Перестройки и новое политическое мышление горбачёвского руководства постепенно дезактуализировали и этот фактор.
С 1987 у НДП начались юридические проблемы. Земельное правительство Нижней Австрии инициировало преследование на основании закона Verbotsgesetz 1947, запрещающего нацистские организации. Норберт Бургер подал апелляцию в Конституционный суд Австрии. Однако Конституционный суд констатировал реальное совпадение программных тезисов НДП и НСДАП — «расово-биологическую концепцию народа», «немецкое национальное единство», «защиту белой расы и немецкой нации», «наказания за духовное загрязнение» и т. д..
25 июня 1988 был утверждён вердикт о роспуске НДП, 21 ноября 1988 решение вступило в силу. Также была запрещена ANR. Некоторые комментаторы, поддерживая запрет, высказывали недоумение: со своей публичной программой НДП действовала более двадцати лет, не встречая правовых претензий.
Норберт Бургер и его сподвижники продолжали политическую активность и после роспуска НДП. Запрет своей партии они характеризовали как антидемократический акт, нарушение конституционного принцип свободы союзов. Создавались Ассоциация «Друзья НДП», Движение за права человека, Рабочее активное сообщество за демократическую политику. Наибольшее развитие получила группа Внепарламентская оппозиция верных народу во главе с Готфридом Кюсселем — своего рода австрийский аналог Военно-спортивной группы Гофмана. Влияние Бургера и НДП ощущалась в усиливавшейся АПС. Йорг Хайдер считал Бургера своим политическим авторитетом, Хайнц-Кристиан Штрахе — даже «вторым отцом».